# بنجامين بي. هوتشكيس
بنجامين بي. هوتشكيس (بالإنجليزية: Benjamin B. Hotchkiss)‏ هو مهندس ومخترع أمريكي، ولد في 1 أكتوبر 1826 في Watertown, Connecticut ‏ في الولايات المتحدة، وتوفي في 14 فبراير 1885 في باريس في فرنسا.

## وصلات خارجية
- بنجامين بي. هوتشكيس على موقع الموسوعة البريطانية (الإنجليزية)